# Renate Herter
Renate Herter (* 1943) ist eine deutsche Künstlerin und Kuratorin.

## Leben
Renate Herter studierte von 1964 bis 1969 Visuelle Kommunikation an der Hochschule der Künste Berlin und von 1970 bis 1976 Kunst- und Kommunikationssoziologie an der Freien Universität Berlin.
Herter war von 1982 bis 1991 wissenschaftliche und künstlerische Assistentin an der Hochschule der Künste Berlin.
1996 hatte sie eine Gastprofessur für Bildhauerei an der Hochschule für Gestaltung Linz, von 2001 bis 2008 eine Professur für Bildhauerei – transmedialer Raum an der Kunstuniversität Linz und von 2008 bis 2010 eine Gastprofessur am Institut für Medien an der Kunstuniversität Linz.

## Publikationen
- mit Aulikki Eromäki, Ingrid Wagner-Kantuser: Zur Situation von Frauen im Kunstbetrieb. Dokumentation eines Seminar- und Forschungsprojektes 1983 – 1989. Hochschule der Künste Berlin, Berlin 1989, ISBN 978-3-924206-86-4.
- Visuelle Dialoge zum Verhältnis von Weiblichkeit und Kunst. Mit einem Text von Friederike Mayröcker, Bildband, Orlanda Frauenverlag, Berlin 1992, ISBN 978-3-922166-90-0.
- Das Gedächtnis der Dinge. Kunstuniversität Linz, Linz 2008, ISBN 978-3-901112-46-1.
- Bildhauerei – transmedialer Raum. Kunstuniversität Linz 2001–2008, Linz 2008, ISBN 978-3-901112-45-4.
- Renate Herter – Monte F.C. Ausstellungskatalog, Ausstellung in der Landesgalerie Linz am Oberösterreichischen Landesmuseum, Bibliothek der Provinz, Weitra 2010, ISBN 978-3-85474-247-0.
- Die Kinder. Passage gegen das Vergessen. Licht-, Klang- und Videoinstallation, erinnert an eine Gruppe von 420 Kindern, die 1945 vom KZ Auschwitz ins KZ Gusen deportiert und dort getötet wurden, temporär 2013 in der Krypta der Linzer Ursulinenkirche. Eine Ausstellungsversion befindet sich im Besitz der Sammlung der Stadt Linz. Buch und CD, Bibliothek der Provinz, Weitra 2013, ISBN 978-3-99028-268-7.
- Fremde Haut. Fotografien, Bibliothek der Provinz, Weitra 2019, ISBN 978-3-99028-844-3.

## Kuratierte Ausstellungen
- In 37 Räumen. Linz 2002.
- In Bewegung. Stadtraum von Linz 2003. Bzw. Stadtraum von München-Riem 2003.
- LichtKlangSprachRaum. Linz 2004.
- mit Katja Jedermann: BerLinz. Stadtraum von Berlin und Linz 2005.
- Lesewald. Wald von Kirchschlag bei Linz 2005.
- up and down and up. 7 öffentliche Lifte in Linz 2006.
- Schaurausch. Mit-Kuratorin, Linz 09, Linz 2007
- mit Katja Jedermann: Hohlräume der Geschichte. Stadtraum von Linz 2008.
- Tiefenbohrung. Mit-Kuratorin, Linz 2009 – Kulturhauptstadt Europas, Linz 2008.
- Spuren, Hohlräume, Leerstellen. Jüdisches Leben am Kurfürstendamm 1933–1945. Im Rahmen des Themenjahres Zerstörte Vielfalt, Berlin 2013.